# Armeno
Armeno (Armagn en piémontais et en lombard) est une commune de la province de Novare dans le Piémont en Italie. En 2014, sa population est de 2 196 habitants.

## Géographie
Elle se trouve sur les hauteurs du lac d'Orta à 523 m d'altitude. Elle est la municipalité la plus au nord de la province de Novare et une des plus grandes. Son territoire se trouve sur les pentes méridionales du Mottarone, la route provinciale 41 mène à son sommet.
Armeno a toujours été un lieu de villégiature. Elle a connu le phénomène de l'émigration, au cours du XXe siècle, il a diminué au cours des dernières années, parvenant même à accueillir les migrants du sud. Les villages de Sovazza et Coiromonte se sont dépeuplés à la même époque.

## Histoire
Armeno (Armignus) est mentionnée pour la première fois dans un document datant de 1061, mais son histoire remonte au moins à un millier d'années auparavant. L'étymologie du nom et les découvertes archéologiques suggèrent que le site a été habité depuis l'antiquité par les populations ligures et celtiques, tel que vérifié par la découverte d'une tombe datant du IVe siècle av. J.-C. découverte à Lavignino. À l'époque romaine, le village est traversé par une  route construite à l'époque de l'empereur Septime Sévère, la région était une étape vers la Suisse. Différentes traditions et légendes ainsi que des vestiges historiques témoignent du passage des carolingiens et des Lombards.
Pendant le Moyen Âge de l'histoire de la ville se confond avec celle de la côte du lac d'Orta, marquée par la présence du comte-évêques de Novare. À partir des XVIe et XVIIe siècles, une importante documentation prouve l'importance prise par Armeno dans l'économie régionale. C'est à cette époque que sont nées des confréries religieuses qui restent aujourd'hui importantes.

## Économie
Armeno est célèbre dans le monde entier pour ses cuisiniers et ses serveurs. Une profession qui remonte au moins à quatre cents ans: l'histoire raconte que les armeniesi étaient les cuisiniers à la cour du roi d'Espagne. La tradition a continué à vivre avec des chefs devenus des chefs célèbres, des serveurs et des maîtres d'hôtel dans les meilleurs hôtels. On croit, sans exagération, que dans chaque famille du pays, une part travaille dans le secteur de l'hôtellerie.

## Culture

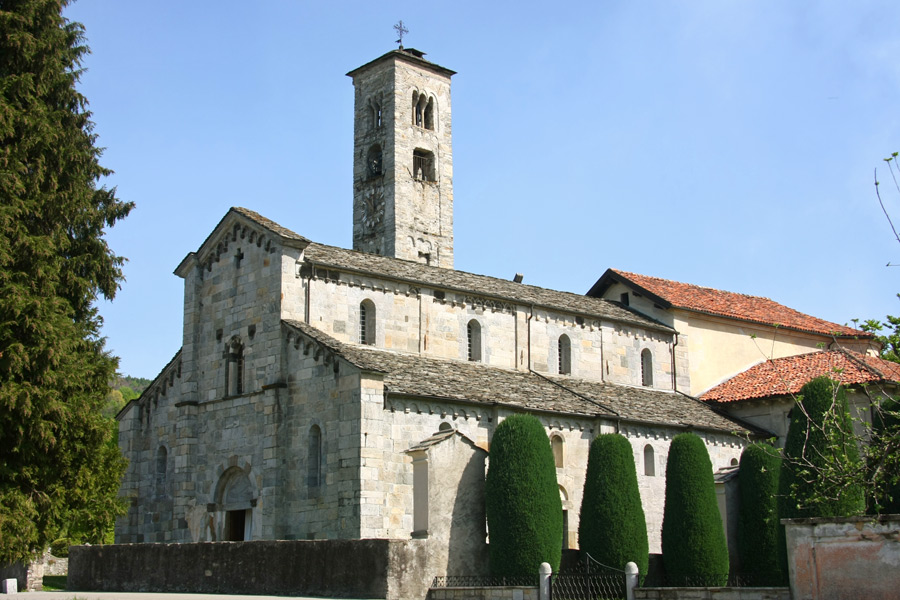
Vue de l'église paroissiale.

L'histoire religieuse et civile d'Armeno reste liée à la paroisse de l'Assomption, riche en trésors d'art et en charme mystique. Essentielle et stricte dans sa simplicité romane, l'église offre toujours la meilleure preuve de ce qui était Armeno il y a un millénaire. 
Le site a vu le passage de Saint Antoine de Padoue quand il était un jeune étudiant. Certains historiens pensent que Henri IV, sur le chemin de Canossa, s'y est arrêté pour prier, tandis que la légende attribue sa construction à Jules d'Orta, au cours du IIIe siècle.
L'église de l'Assomption a été construite de blocs de pierre carrés, avec une magnifique façade ornée de chapiteaux et d'arcs suspendus, avec des représentations d'animaux et de têtes, selon le symbolisme médiéval le plus traditionnel. Les fresques à l'intérieur, émergent de la couche de chaux qui les avait effacées après que les épidémies de peste du XVIIe siècle et enchantent pour leur beauté authentique. Sa particularité réside dans les représentations de la Trinité. Celle-ci est symbolisée à travers l'image d'un corps unique avec trois têtes.
Il s'agit d'une témoignage artistique populaire rare, qui a étrangement survécu aux interdictions imposées par le concile de Trente à ces représentations anthropomorphes. Une autre Trinité, de style Renaissance, représente une image du Père soutenant la croix du Fils, survolée par la colombe du Saint-Esprit. On y trouve aussi une peinture de Fermo Stella, une belle et compatissante « Déposition de la Croix ».

## Administration
| Période                                  | Période  | Identité      | Étiquette | Qualité |
| ---------------------------------------- | -------- | ------------- | --------- | ------- |
| 2009                                     | En cours | Pietro Fortis |           |         |
| Les données manquantes sont à compléter. |          |               |           |         |

### Frazione
Sovazza, Coiromonte, Bàssola, Chéggino

### Communes limitrophes
Ameno, Colazza, Miasino, Omegna, Pettenasco